# Die Hard: Nakatomi Plaza
Die Hard: Nakatomi Plaza — компьютерная игра с видом от первого лица, в жанре экшен/шутер. Сценарий игры базируется на истории фильма Крепкий орешек 1988 года выпуска. Разработана канадской компанией Piranha Games в 2002 году.

## Игровой процесс
Данная игра представляет собой шутер от первого лица. Лицо Джона нигде не видно, даже в зеркалах. Поскольку по сюжету Джон Макклейн левша, соответственно и всё оружие он держит в левой руке.
В игре существуют три индикатора самочувствия Джона.

## Отличия между фильмом
Несмотря на то, что игра почти полностью построена на сценарии фильма Крепкий орешек, все же есть некоторые различия между фильмом и игрой:
- В игре есть миссия, где Джону предстоит проплыть под водой некоторое расстояние, чтобы попасть в другой конец помещения.
- В фильме попытка спецназа взять штурмом здание потерпела полный крах. В игре же, спецназ проникает в здание, где происходит ожесточенный бой между спецназом и террористами.

## Миссии
Всего в игре около 20 разнообразных миссий в разных местах небоскреба Накатоми Плаза, начиная со стоянки и заканчивая крышей.

## Персонажи
- Джон Макклейн — главный герой, полицейский из Нью-Йорка, прообраз — актёр Брюс Уиллис. Левша. Как и в фильме передвигается босиком.
- Холи Макклейн (Дженеро) — супруга Джона, занимает одну из руководящих должностей в структуре корпорации Накатоми. Мать 2 детей. В конце, Ганс использует её как заложницу.
- Джо Такага — глава корпорации Накатоми. Убит Гансом после неудачной попытки допроса с целью получения секретного кода к сейфу.
- Ганс Грубер — главарь немецких террористов. Прообраз в кино — британский актёр Алан Рикман.
- Карл — правая рука Ганса. В кинофильме — Александр Годунов. Вооружен штурмовой винтовкой

## Отзывы
| Сводный рейтинг       | Сводный рейтинг       |
| Агрегатор             | Оценка                |
| --------------------- | --------------------- |
| GameRankings          | 58,08 %               |
| Metacritic            | 54 / 100 (19 обзоров) |
| Русскоязычные издания |                       |
| Издание               | Оценка                |
| Absolute Games        | 55 %                  |

Игра получила средние оценки критиков.